# Anoura latidens
Anoura latidens е вид бозайник от семейство Американски листоноси прилепи (Phyllostomidae).

## Разпространение
Видът е разпространен в Колумбия, Перу и Венецуела.